# Alejandro Amenábar
Alejandro Fernando Amenábar Cantos, cunoscut ca Alejandro Amenábar (născut 31 martie 1972), este un scenarist chiliano-spaniol, compozitor și regizor. A câștigat 9 Premii Goya și un Premiu Oscar. El a scris scenariile pentru toate cele cinci filmele ale sale și a creat aproape toate coloanele sonore.

## Biografie
S-a născut la Santiago, Chile, tatăl său, Hugo Ricardo Amenábar, fiind chilian, iar mama sa, Josefina Cantos, spaniolă. Are dublă cetățenie, chiliano-spaniolă. Înainte de a deveni regizor, Alejandro a lucrat într-un depozit și ca grădinar, până când a avut destui bani pentru a-și cumpăra un aparat de filmat. El nu a vrut să înceapă studiile universitare cinematografice înainte de a fi atins înainte vreodată un aparat de filmat.

## Filmografie

### Scurtmetraje
- Himenóptero (1992)
- Luna (1995)

### Lungmetraje
- Teza (Tesis) (1996)
- Deschide ochii! (Abre los ojos) (1997)
- Ceilalți (2001)
- Marea dinlăuntru (Mar adentro) (2004)
- Agora (2009)
- Regression (2015)

### Alte lucrări
- Al Lado del Atlas (1994) [compozitor]
- Allanamiento de Morada (1998) [compozitor]
- La lengua de las mariposas (1999) [compozitor]
- Nadie conoce a Nadie (1999) [compozitor]
- El Soñador (2004) [scenarist și producător]
- Un viaje mar adentro (film TV) (2005) [regizor]